# Niphon d'Alexandrie
Niphon d'Alexandrie,  est un  patriarche melkite d'Alexandrie  vers   1366 ? à 1385?.

## Contexte
Selon L'Art de vérifier les dates Niphon correspond avec le pape Urbain V et il est l'un des trois destinataires de la réponse de ce dernier en 1367 à la lette conjointe envoyée par le patriarche de Constantinople et le patriarche de Jérusalem touchant à la réconciliation de l'église grecque et de l'église latine. Il réside à Constantinople et il est l'un des signataires d'un ouvrage contre Prohotos et Kydonis deux partisans de Barlaam le Calabrais et de Grégoire Akindynos dans la querelle sur l'Hesychasme.